# Hany Soh
Hany Soh Hui Bin (en chinois 苏慧敏; en pinyin Sū Huìmǐn), née en 1987 à Singapour, est une femme politique et avocate singapourienne. 
Membre du Parti d'action populaire (PAP) au pouvoir, elle est élue  députée (MP) au Parlement de Singapour, représentant depuis 2020 la division Woodgrove de Marsiling - Yew Tee GRC.

## Formation
Hany Soh fréquente l'école secondaire de Bendemeer dans la filière normale académique, puis obtient le diplôme de Temasek Polytechnic après son O-Level avec un diplôme en droit et en gestion,,.
Elle obtient en 2011 un Bachelor of Laws (maîtrise de droit) à l'Université de Liverpool, en Angleterre.

## Carrière

### Carrière juridique
Hany Soh est admise en 2013 au barreau de Singapour en tant qu'avocate et solicitor auprès de la Cour suprême de Singapour,. En 2014, elle crée le premier centre de consultation juridique communautaire, dans un centre d'un comité de résidents,.
En tant qu'avocate et juriste, Hany Soh rejoint le cabinet MSC Law Corporation en 2016. Elle en devient la directrice l'année suivante, en 2017.

### Carrière politique
A la fin de ses études, après avoir obtenu son diplôme en 2011, Hany Soh rejoint le parti de Bukit Panjang, en tant que simple militante bénévole. Elle bénéficie du soutien de Teo Ho Pin, maire du district du Nord-Ouest.
Hany Soh passe ensuite au Parti d'action populaire (PAP), qui est le parti au pouvoir. Elle devient membre du comité exécutif de ce parti au siège du PAP de 2017 à 2018,.
Lors des élections générales de 2020, Hany Soh est inscrite comme candidate sur la liste PAP de quatre membres pour la circonscription de Marsiling - Yew Tee GRC. Le 5 juillet, lors de sa campagne électorale, elle tombe et se fracture le pied,. Elle et le reste de la liste du PAP de Marsiling – Yew Tee GRC sont finalement élues députées au Parlement de Singapour après avoir battu le Parti démocrate de Singapour, d'opposition, avec 63,18 % des voix.